# Nadia Kevan
Nadia Kevan (* 1955) ist eine englische Tänzerin, Tanzpädagogin, Choreografin und Bewegungslehrerin. Sie lebt in Nijmegen, Niederlande, und unterrichtet seit 1993 an der Folkwang-Hochschule Essen, jetzt Folkwang Universität der Künste.

## Leben
Kevan studierte in England klassisches Ballett, modernen Tanz, Tanzpädagogik sowie Stimmbildung. Ab 1973 war sie in Deutschland, wo sie für verschiedene Bühnen tanzte und als freischaffende Tänzerin und Tanzpädagogin in Hamburg arbeitete. In der Tradition von Mary Wigman und Gret Palucca gab sie eigene Solotanz-Abende. 1981 kam sie in London in Kontakt mit der Alexander-Technik und absolvierte daraufhin in Dänemark u. a. bei Karen Wentworth und Chris Stevens eine Ausbildung zur Alexander-Lehrerin, die sie in London durch eine Fortbildung bei Walter Carrington ergänzte. Seit 1987 unterrichtet sie die Alexander-Technik auch selbst. Ihre Erfahrungen aus dieser Bewegungslehre flossen auch in gemeinsame Performances mit Monika Bartholomé in Europa, den USA, Israel und Australien ein.
1993 erhielt sie eine Professur für Bewegungslehre und Körperbewusstsein an der Folkwang-Hochschule Essen, jetzt Folkwang Universität der Künste. Seit 1998 arbeitet sie außerdem mit dem Regisseur Frank Steckel als Alexander-Technik-Lehrerin an deutschen Theatern. Im Jahr 2000 gründete sie an ihrem Wohnort Köln das Open Space Theater als Ausbildungszentrum für Alexander-Technik. Seit 2005 arbeitet Nadia Kevan bei ihren Vorträgen zur Alexander-Technik im In- und Ausland mit dem Gesangsdozenten und Alexander-Lehrer Ron Murdock zusammen. Gemeinsam betreiben sie ein Tanz-Zentrum für Alexander-Technik in Nijmegen.
Im Rahmen der künstlerischen Aktivitäten der Folkwang-Hochschule wirkt Nadia Kevan immer wieder bei künstlerischen und tänzerischen Projekten mit. In Zusammenarbeit mit dem Komponisten Dirk Reith und der Blockflötistin Ulrike Volkhardt entwickelte Nadia Kervan die Performance Un Lay de Consolation, die in Anlehnung an Formen des mittelalterlichen Mysterienspiels Elemente Alter Musik mit elektronischen Klängen und Tanzelementen verbindet.
Als Choreografin beteiligte sie sich im Rahmen des Internationalen Tanzfestes Berlin 1996 an Tanzprojekten, die in der Verbindung von Tanz, Theater, Architektur und bildender Kunst neue künstlerische Ausdrucksformen suchen.

### Weitere Engagements
Neben ihrer Tätigkeit als Tänzerin und Künstlerin erarbeitete Nadia Kevan auch tänzerische religiöse Gebetsmeditationen. Sie entwickelte außerdem Konzepte zur Integration von tänzerischen Elementen in Gottesdienste, mit denen sie u. a. zum 29. Evangelischen Kirchentag 2001 in Frankfurt eingeladen wurde.
Ihre künstlerische Tätigkeit der letzten Jahre umfasste u. a. die Eröffnungsperformance Den Füßen folgen des Projekts Labyrinth Ruhrgebiet in Ense 2007 sowie die Choreografie der Performance Osiris – Mit den Toten reden bei der Münchener Biennale 2008 und in der Zeche Zollverein im Januar 2009.

## Weblink
- Nadia Kevan Biographie